# Томас Гоббс
То́мас Гоббс (англ. Thomas Hobbes; 5 квітня 1588, Малмсбері, Вілтшир, Англія — 4 грудня 1679, Дербішир) — англійський філософ.
Належав до школи соціального договору в традиції реалізму. Основними інтересами Гоббса були політична філософія, історія, етика та геометрія. На формування його ідей значно вплинули Платон та Арістотель. Послідовниками його стала вся подальша західна політична філософія.

## Біографія
Народився Томас Гоббс у графстві Глостершир у сім'ї, що не вирізнялась особливо глибокою освіченістю. Його батько був запальним парафіяльним священиком, що через сварку з сусіднім вікарієм біля дверей храму втратив роботу. Виховувався Томас Гоббс заможним дядьком. Він добре знав античну літературу та класичні мови. У 15-річному віці вступив до Оксфордського університету, який закінчив 1608 року.
В 1610 році Томас став наставником лорда Гардвіка з аристократичної родини Вільяма Кавендіша (пізніше графа Девонширского). До кінця життя залишався пов'язаним зі своїм учнем, який став його покровителем. Завдяки йому познайомився з Беном Джонсоном, Френсісом Беконом, Гербертом Чарберсі та іншими видатними людьми. Після смерті графа Девонширського був наставником його сина, мандрував з ним по Італії (де в 1636 році відвідав Галілео Галілея) і в 1637 році повернувся до Англії.

## Вчення Гоббса
Томас Гоббс — класичний представник англійської філософії періоду Англійської революції, він послідовно розробляє систему раціоналістичної філософії, яка охоплює не тільки вчення про буття, пізнання, а й вчення про суспільство, державу. На формування поглядів Гоббса значно вплинули Френсіс Бекон, а також Галілео Галілей, П'єр Гассенді, Рене Декарт, Йоганн Кеплер.

### Вчення про раціональність пізнання
Своє вчення про раціональність пізнання він виклав у праці «Про тіло» (1655), де обґрунтував тезу про чуття як початкову стадію пізнання. Він вбачає мету пізнання в раціональному осягненні сутності, причин явищ. Визнання раціонального методу він обґрунтовує посиланнями на досягнення механістичного природознавства в Європі. Широко застосовуючи факти з історії нової науки, Гоббс доводить, що тільки опираючись на розум, систематичне мислення, можна досягти істини. Саме Гоббс висуває тезу про надуманість теорії двох істин (віри та розуму) і проголошує існування лише однієї — істини розуму, науки. Поняття істини він визначає як властивість наших знань бути відповідними властивостям речей. Він стверджує, що істина — це властивість наших суджень і заперечує визначення істини як властивості об'єктів. Тому ні чуття, ні вроджена інтуїція, дані одкровення не можуть бути істинними, якщо вони дані не у формах судження про світ.
Гоббс на відміну від Декарта, який ототожнював матерію з протяжністю, робить висновок, що протяжність, простір є властивістю матеріальності взагалі, а не тіла зокрема. Такими властивостями, чи акциденціями, є рух, спокій, колір та ряд інших. Доказом факту, що простір є властивістю матерії, а не тіла, він вважає здатність тіла змінювати свою форму. Ця мінливість фіксується стосовно незалежного простору, а відповідно до цього простір не може бути властивістю тіла, це незалежна від тіла акциденція.
Гоббс створив першу завершену систему механічного матеріалізму, що відповідав характеру та вимогам природознавства того часу. У полеміці з Декартом відкинув існування особливої субстанції, що мислить, доводячи, що річ, яка мислить є чимось матеріальним. Геометрія і механіка для Гоббса — ідеальні зразки наукового мислення взагалі. Природу Гоббс сприймає як сукупність подовжених тіл, що відрізняються між собою величиною, фігурою, місцезнаходженням та рухом. Рух він розуміє як механічний — як переміщення. Чуттєві якості Гоббс розглядає не як властивості самих речей, а як форми їх сприйняття. Гоббс розмежовував протяжність, реально властиву тілам, і простір як образ, створений розумом («фантазма»); об'єктивно-реальний рух тіл і час як суб'єктивний образ руху.
Гоббс розрізняв два методи пізнання:
- «логічну дедукцію раціоналістичної механіки» і
- індукцію емпіричної «фізики».

### Природний стан людей
Відправною позицією міркувань Гоббса про суспільство та державу є поняття «природний стан людей». Введення цього поняття дало змогу філософії створити першу абстрактно-ідеальну модель суспільства, яку можна було використовувати у вигляді порівняльного еталону для фіксації подібностей та відмінностей між різними станами суспільства, державами тощо. Природний стан людей охарактеризовано в Гоббса як можливість одних людей перешкоджати в досягненні своїх цілей іншим людям. Саме таке становище осіб, які здатні ставити перед собою цілі та діяти, їх досягаючи, призводить до природної прихованої війни між усіма людьми. Вихід з неї було знайдено в організації суспільства. Однак суспільство може існувати лише на збіганні інтересів людей. А досягти цього можна тільки шляхом домовленості, яка є штучною та формальною. Таким чином, людям був потрібен механізм забезпечення виконання таких домовленостей. Ним стала суспільна влада, володарі. Влада здатна існувати лише в разі відмови людей від права повного володіння собою. Саме таким чином на місце природних законів через утворення держави вводяться закони штучні, суспільні.

## Погляди Томаса Гоббса на право

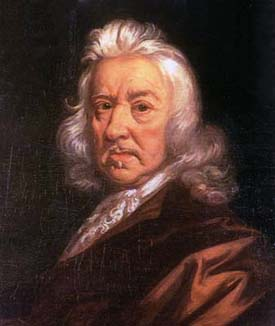
Томас Гоббс

Основою поглядів Гоббса на право, його ставлення до регулювання відносин між людьми за будь-якими правилами є правило еквівалента, еквівалента рівності і справедливості.
Ці параметри досягаються тим, що розум і інстинкт самозбереження спонукають людей закріпити в суспільстві обов'язкові до виконання закони і правила, які саме ж суспільство винайшло. Закон миру є першим і всі інші закони повинні відповідати йому, вести до миру. Еквівалент рівності і справедливості засновано на тому, що всі люди взаємно відмовляються від своєї природної свободи, від неконтрольованої свободи. По суті суспільство починає жити за правилом, яке було сформульовано ще в Стародавні часи — « не роби іншим того, чого не хочеш собі» і це не просто моральна приказка чи рекомендація або повчання, це основа права, на якій тримається уся система.
Ідеальна правова система, за Гоббсом, повинна відповідати основним моральним законам, людським цінностям, «природним законам». І цими законами повинно керуватися не тільки суспільство, а й політична влада, яка «має право на все, але з тим обмеженням, що як підлеглий Бога вона зобов'язана дотримуватися природних законів». У своїх працях Гоббс розглядає не лише правову систему а й державний механізм, який повинен бути сформований раціонально. На думку Гоббса, мінімально він повинен містити рівний для всіх суд присяжних, гарантії права на захист, відповідність покарання вчиненому злочину та інші основні державні інститути.
Взагалі, систематизоване вчення про державу і право було вперше розроблене саме Гоббсом, він вперше розробив теорію, основою якої була не релігія і забобони, а наука, розум і досвід. Його роботи значно вплинули на становлення і розвиток юридичної і політичної науки Нового часу.

### Етика Гоббса
Етика Гоббса походить від незмінної чуттєвої «природи людини». Основою моральності Гоббс вважав «природний закон» — прагнення до самозбереження та задоволення потреб. Доброчесність зумовлена розумним розумінням того, що сприяє і що заважає досягненню добра. Моральний обов'язок за своїм змістом збігається з громадянським обов'язком, що випливає з суспільного договору.

## Погляди на державу
Перша абстрактно-ідеальна модель суспільства у філософії була створена саме завдяки Гоббсу. Введення поняття «природний стан людей» створило еталон, завдяки якому можна порівнювати різні стани суспільства і держави. «Природний стан людей», за Гоббсом, є основою будь-яких роздумів і міркувань про суспільство і державу. Можливість людей заважати іншим людям у досягненні своїх цілей і є цим самим «природним станом». Такий устрій суспільства створює «війну всіх проти всіх». Зупинити цю «війну», за вченням Гоббса можна лише організувавши суспільство, створивши домовленість між людьми. Домовленість є штучною і формальною, тож, забезпечити її виконання може лише головний володар, верховна влада, яка зможе існувати лише після того, як суспільство відмовиться від певних своїх прав. На думку Гоббса лише в такий спосіб закони штучні і соціальні можуть утвердити свої позиції в суспільстві, виштовхнути його природний устрій.
Усі думки та погляди науковця на подальший розвиток держави містяться у його творах «Про громадянина» і «Левіафан, чи матерія, форма і влада держави» (1651 р.) До написання цих творів його підштовхнула впевненість у тому, що політична наука зможе з часом викорінити із суспільства війни і суперництво, замість кровопролиття встановить благоденство, і працюючи, намагався створити ідеальний варіант держави в якому буде правити розум, не буде свавілля, основою політики буде наука.
За думкою Гоббса (спираючись на твір «Левіафан і …»), держава є величезною потворою — Левіафаном, душею держави є верховна влада, судді і чиновники — суглоби, радники — пам'ять, закони — розум і воля, нагороди і покарання — нерви, смута у державі — хвороба Левіафана, а громадянська війна — його смерть, добробут — сила чудовиська, безпека народу — заняття. Гоббс вважає, що після утворення держави на основі суспільного договору виникає ще й політична влада, що логічно відображено в його визначенні поняття держава — «Держава є сукупною особою, за дії якої зробила себе відповідальною шляхом обопільного договору величезна кількість людей з тим, щоб ця особа могла використовувати силу і засоби цих людей для їх миру і захисту так, як вважатиме необхідним».
Для нормального виконання своїх функцій, тобто контролю за дотриманням суспільного договору політична влада повинна бути абсолютною — суверенною, їй належить виключне право законотворчості, здійснення контролю за їх виконанням, призначення чиновників на виборні посади та збирання податків. Однак занадто необмежена влада правителя теж була непотрібна, Гоббс вважав що, як Бог — логічна першопричина Всесвіту — залишається поза компетенцією управління світом та його природними законами, і державний суверен так само: він є засновником державної влади не втручається в структуру політичного механізму, що працює на засадах природних і позитивних законів діяльності.
Також, за Гоббсом, влада держави не закінчується на поліцейсько-охоронних функціях, на його думку держава повинна «заохочувати всякого роду промисли, як судноплавство, землеробство, рибальство, і всі галузі промисловості, що пред'являють попит на робочі руки», силоміць примушувати до праці фізично здорових людей, що ухиляються від роботи. Їй слід займатися виховною і просвітницькою діяльністю (особливо тлумаченням підданим, чи безмежна влада суверена і які безумовні їхні обов'язки перед ним)". Держава є гарантом свободи для своїх підданих, гарантом можливості робити усе, що не забороняє закон договору. Після утворення договірного суспільства Гоббс вирізняє такі типи держави:
• Монархія — такий державний устрій, за якого уся влада знаходиться в одних руках, в руках монарха.
• Аристократія — держава, в якій право вибору є лише у обраних.
• Демократія — там, де право голосу і вибору має кожен громадянин.
Найкращою формою державної влади з усіх існуючих він вважав необмежену монархію, що є стабільною та дуже надійною. Однак він не заперечував можливість досягнення основної цілі — безпеки індивідів і в інших типах держави, таких як аристократія і демократія. У своєму творі він пише так: «Там, де відома форма правління вже установилася — не доводиться міркувати про те, яка з трьох форм правління є найкращою, а завжди варто вибирати, підтримувати і вважати найкращою чинну».

## Основні твори
- 1629. Переклад твору «Історія Пелепоннеської війни» Фукідіда
- 1650. англ. The Elements of Law, Natural and Political, Елементи Закону, Природного і Політичного
  - Human Nature, or the Fundamental Elements of Policie
  - De Corpore Politico
- 1651-8. Elementa philosophica
  - 1642. De Cive (латиною) ("Про громадянина")
  - 1651. Philosophicall Rudiments concerning Government and Society (переклад на англійську De Cive)
  - 1655. De Corpore (латиною)
  - 1656. De Corpore (англійський переклад)
  - 1658. De Homine (латиною)
- 1651. Левіафан, або Суть, будова і повноваження держави церковної та цивільної (англ. Leviathan, or the Matter, Forme, and Power of a Commonwealth, Ecclesiasticall and Civil)[11]
- 1656. The Questions concerning Liberty, Necessity and Chance
- 1668. Латинський переклад «Левіафана»
- 1675. Англійський переклад Гомерових Іліади і Одіссеї
- 1681. Бегемот, або довгий парламент (англ. Behemoth, or The Long Parliament) (написаний 1668, але не виданий через заборону короля; виданий посмертно)

## Переклади українською
- Томас Гоббс. Бегемот. Переклад з англійської, упорядкування, передмова, примітки: Лев Білас. К.: Абрис, 1996. — 336 с. (серія «Класики суспільно-політичної думки»). — ISBN 5-86828-043-1
- Томас Гоббс. Левіафан, або Суть, будова і повноваження держави церковної та цивільної. Переклад з англійської: Ростислав Димерець, Володимир Єрмоленко, Наталія Іванова, Євген Мірошниченко, Тетяна Олійник; передмова та примітки: Тамара Польська та Віктор Малахов. К.: Дух і Літера, 2000. — 600 с. — ISBN 966-7888-04-5